# لری لمب
لری لمب (انگلیسی: Larry Lamb؛ زادهٔ ۱ اکتبر ۱۹۴۷) هنرپیشه اهل انگلستان است. وی از سال ۱۹۷۷ میلادی تاکنون مشغول فعالیت بوده‌است.
از فیلم‌ها یا برنامه‌های تلویزیونی که وی در آن نقش داشته‌است می‌توان به سوپرمن، سوپرمن ۳، و دنیای مردگان اشاره کرد.

## فیلم‌شناسی

### سینما
- سوپرمن (۱۹۷۸)
- سوپرمن ۳ (۱۹۸۳)
- دنیای مردگان (۱۹۸۵)
- مردک (۱۹۸۸)
- ضرب العجل‌ها (۲۰۰۴)
- ظهور سربازان پیاده ۳ (۲۰۱۷)

### تلویزیون
- مثلث (۱۹۸۱-۱۹۸۳)
- بدبیاری (۱۹۸۶)
- گیون و استیسی (۲۰۰۷-۲۰۱۰)
- ترفندهای نو (۲۰۱۵)